# 首都圈新都市鐵道TX-1000系電力動車組
首都圈新都市鐵道TX-1000系電力動車組（日语：／ Shutoken shintoshi tetsudō TX-1000-kei densha */?）是日本首都圈新都市鐵道的直流電專用通勤型電力動車組。
這款車首先於2003年3月生產了1列6輛編組的先驅製造車，其後於2004年3月至2005年1月其間再生產了13列6輛編組的量産車（78輛）。全部均於川崎重工業的兵庫工場內落成。
由於是直流電專用車的關係，其使用範圍只限於首都圈新都市鐵道筑波快線(つくばエクスプレス線)的秋葉原站～守谷站。
而守谷站以北的交流電化區域直通用車，則由其姐妹形式，交直流兩用車首都圈新都市鐵道TX-2000系電車擔當。TX-1000與TX-2000的首批車外觀大致相同。

## 特徴
- 軌距: 狹軌（1,067mm）
- 開業時為6輛編組，將來可對應増結車（2輛）
- 車身構造: 鋁合金擠出加工大型材雙皮層構體(Double skin structure) A-train
- 車身尺寸: 全長20,800mm（先頭車）20,000mm（中間車）、闊2,950mm、每側有4對車門
- 控制器: 與東京地下鐵 05系後期車同様、採用2 level PWM方式的全電氣制動式牽引逆變器（VVVF inverter）控制
- 台車: 川崎重工業 KW167（電動車）、KW168（附随車）
- 電動機出力: 190kw
- 使用ATO(單人操作)
- ATC裝置
- 最高速度： 130 km/h
- 輪椅位置： 2號車及5號車設有1個、位於編成中央的配置
- 車門上的行燈地圖式路線圖（形式與東京地下鐵銀座線01系、東京地下鐵丸之內線02系類同）及LED表示相對配置
- 座席:只有縱向式
- MT比例: 開業時為3M3T，増結時可達4M4T
- 電源: 直流 1,500V
- 集電裝置:2號車現設有1支單臂式集電弓(可另外增加一支)，4號車則設有2基同樣設計的集電弓
- 車號標記為藍底白字，最後兩數目為編成編號（01～14）
- 由於筑波快線具有地下路段，依法規在每列車的兩端設有緊急逃生門。

## 車輛形式
- TX-1100形：1号車。面向守谷站方向先頭車(CT1)
- TX-1200形：2号車。電動車(M1)，設有輪椅位置
- TX-1300形：3号車。附随車(T')，弱冷氣車
- TX-1400形：4号車。電動車(M1')
- TX-1500形：5号車。電動車(M2')，設有輪椅位置
- TX-1600形：6号車。面向秋葉原站方向的先頭車(CT2)[1]